# Landtag de Saxe (bâtiment)
Le Sächsische Landtag est un bâtiment à Dresde, qui sert de siège au Landtag de Saxe. Il se compose d'un ancien bâtiment (1928-1931), rénové en immeuble de bureaux, et d'un nouveau bâtiment de Peter Kulka (1991-1994) avec la salle plénière.

## Histoire
De 1946 au 23 juillet 1952, date de la dissolution des Länder pour des districts, le Landtag de Saxe sert de lieu de conférence provisoire dans la Maison des Soldats (aujourd'hui l'Institut Goethe) sur la Königsbrücker Straße, qui fut construite en 1910-1911 et fut utilisée jusqu'en 1945 dans ce but.
Le Landtag de Saxe, nouvellement élu le 14 octobre 1990, fut constitué après la réunification allemande et la réorganisation des Länder le 27 octobre 1990. À partir de ce moment et jusqu'au 17 septembre 1993, il avait son lieu de conférence dans la Dreikönigskirche à Dresde. Comme les salles de l'église ne peuvent pas être une solution permanente, une solution appropriée fut recherchée : Au début, il ne fait aucun doute que le parlement retournerait dans la Sächsisches Ständehaus. La Ständehaus, construite par l'architecte du Reichstag Paul Wallot, est à la disposition du parlement depuis 1907. Non seulement son état structurel apparemment bon après sa reconstruction après 1945, mais surtout la référence traditionnelle poussent à envisager de l'utiliser à nouveau comme bâtiment parlementaire.
Cependant, des réflexions plus approfondies conduisent à constater que les musées, longtemps hébergés dans la Ständehaus, avec leurs importantes collections, représentent un facteur d'incertitude temporelle incalculable pour la réutilisation par le Parlement. Mais surtout, la comparaison entre les besoins d'usage d'un parlement moderne et les conditions structurelles données en 1907 est en faveur d'une autre solution. La décision est prise de construire un nouveau bâtiment.
Le 20 mars 1991, le premier concours de conception architecturale en Saxe est annoncé. Le 28 mai de la même année, le jury présidé par Winfried Sziegoleit (les membres du jury sont Erich Iltgen, président du Landtag, et Ingolf Roßberg, chef du département du développement urbain de Dresde) choisit l'architecte de Dresde Peter Kulka comme gagnant. Les premiers travaux de démolition commencent le 1er octobre, suivis le 11 décembre 1991 par la cérémonie d'inauguration des travaux. La pose de la première pierre a lieu le 19 mai 1992 et le bouquet final est célébré en novembre. Dans ce contexte, le Wolfsche Speicher devant l'Erlweinspeicher, qui avait été construit dans les années 1920, est démoli sans remplacement et un espace vert est créé à sa place.
À l'occasion du troisième jour de l'Unité allemande, le 3 octobre 1993, une séance de célébration a lieu dans la nouvelle salle plénière. Sa première réunion officielle a lieu quelques jours plus tard, le 14 octobre 1993. Cependant, la passation officielle n'a lieu que le 12 février 1994.
Le 1er février 1995, le bureau de Kulka est chargé de planifier les travaux de reconstruction, de transformation et d'agrandissement de l'ancien bâtiment du bureau du ministère des Finances du Land sur la Devrientstraße à Dresde. Il fut construit entre 1928 et 1931 et de 1946 à 1990, il est le siège de l'administration de la ville et du district du SED. Le 15 septembre 1997, le bâtiment est officiellement remis au Landtag, qui est depuis utilisable sans restriction.
Enfin, la Holländische Straße devant le Landtag est reconstruite de septembre à décembre 1999 et redessinée en carré. Le 6 décembre 1999, elle est rebaptisée Bernhard-von-Lindenau-Platz.
Lors de l'inondation de l'Elbe en 2002, le bâtiment est gravement endommagé. Lors de la réparation des dégâts, des éléments supplémentaires de protection préventive contre les inondations sont mis en place, comme le déplacement des centres techniques sensibles à l'étage supérieur.

## Description
L'ancien bâtiment fut construit pour le bureau des finances du Land et l'administration des douanes dans le style de la nouvelle objectivité par Barthold et Tiede entre 1928 et 1931. Les fenêtres de l'ancien bâtiment ont des murs en granit en saillie, les toits sont en pente douce. Au coin de Bernhard-von-Lindenau-Platz/Devrientstraße, il y a une tour avec une entrée principale. Alors que l'aile de l'Elbe et l'entrepôt douanier de la Kleine Packhofstrasse furent détruits pendant la guerre, les deux autres ailes de la Devrientstrasse et de la Bernhard-von-Lindenau-Platz furent préservées.
Dans le cadre du concours, Peter Kulka opte pour un complexe de bâtiments contrastés composé de l'ancienne structure du bâtiment et d'un nouveau bâtiment. L'ancien bureau des finances doit accueillir les bureaux, le nouveau bâtiment la nouvelle entrée principale avec la salle plénière. Il choisit que le nouveau bâtiment soit plus bas que l'ancien bâtiment coiffé d'une tour et lui est donc subordonné d'une part, tout en formant un front séparé de la zone du rivage. Cette gradation de la hauteur des bâtiments s'inscrit également dans la continuité du développement du Terrassenufer, qui présente des bâtiments bas sur la rivière et des bâtiments plus hauts à l'arrière. Ce faisant, il remporte le premier prix du concours.
De 1991 à 1994, Kulka construit l'aile Elbe et l'aile le long de la Kleine Packhofstraße en tant que bâtiment à ossature d'acier avec une façade en verre transparent dans le style moderne classique. À l'articulation des deux ailes dans l'angle nord se trouve la salle de réunion avec une façade en verre incurvé. Cette salle repose sous un toit carré en acier soutenu par quatre colonnes transversales massives. Les détails des supports transversaux et la construction du toit à caissons en surplomb furent construits sur le modèle de la Neue Nationalgalerie de Ludwig Mies van der Rohe. Une entrée principale avec un toit mince en saillie mène à la salle plénière. À l'intérieur, la salle plénière a la forme d'un cercle, la galerie des visiteurs au premier étage de la salle plénière reprenant cette forme. Le mur de la salle plénière est constitué d'un bardage en bois courbé qui commence au rez-de-chaussée et se poursuit à l'étage supérieur derrière la galerie des visiteurs. Ce mur sépare la salle plénière du foyer des députés. Au-dessus du portail principal se trouve le restaurant Chiaveri au dernier étage, qui utilise une partie du toit du parlement comme terrasse en plein air.
L'ancien bâtiment, d'autre part, est essentiellement laissé tel qu'il était à l'extérieur et montre également l'architecture des années où il fut construit à l'intérieur avec l'escalier spacieux. Les bureaux eux-mêmes furent cependant adaptés aux exigences modernes en termes d'utilisation.